# Prise de Orizaba
Guerre d'indépendance du Mexique
La Prise de Orizaba fut une action militaire de la Guerre d'indépendance du Mexique qui eut lieu le 28 octobre 1812 dans la ville de  Orizaba, dans l'État de Veracruz. Les insurgés sous les ordres du général José María Morelos défirent les forces royalistes du colonel José Antonio Andrade.

## Précédents
José María Morelos cru bon de conquérir le vaste région montagneuse du sud et du sud-est du Mexique, ce qui nécessitait de prendre des places militaires comme Acapulco et Oaxaca. Pour atteindre ses objectifs, il pensa qu'il était essentiel de couper la communication de la capitale avec le port de Veracruz, objectif qui impliquait la prise de Puebla et Orizaba, villes situées entre ces deux points. 
Durant son séjour à Tehuacán, Morelos apprit quelle était la situation défensive de Orizaba. Il décida que c'était le bon moment pour prendre la ville car il y avait de grosses sommes d'argent appartenant au gouvernement du vice-roi.
Morelos quitta Tehuacán le 25 octobre avec une armée rebelle composée de 10 000 hommes qui arrivèrent à Orizaba le 28 octobre 1812, ville défendue par José Antonio Andrade, avec une garnison de plus de 600 hommes. Morelos, voulant éviter un combat inégal, envoya un représentant présenter les termes de la reddition de la place, reddition refusée par le colonel Andrade

## La prise
Afin de ne pas subir la perte de la place, les troupes insurgées montèrent jusqu'à l'échauguette où le colonel royaliste Andrade attendait le combat. Au moment où les forces insurgées étaient accueillies par l'artillerie lourde et la mousqueterie qui leur causèrent beaucoup de pertes, Morelos retira ses troupes et refit son attaque en attendant que les forces de Santa Catarina et San Cristobal prennent leurs positions. Morelos  ordonna à Hermenegildo Galeana (es) d'entreprendre une attaque frontale. Pendant ce temps, il prit en charge la colonne de Santa Catarina avec laquelle il parvint à prendre le Cerro del Borrego, et de là à tirer sur la ville. Cernés par les forces de Galeana et Morelos, José Antonio Andrade céda la ville d'Orizaba dans laquelle Morelos entra à onze heures du matin.

## Sources
- Zárate, Julio (1880), «Guerra de Independencia», de Vicente Riva Palacio (es), México a través de los siglos, III volumen, México: Ballescá y compañía.